# Usura (metallurgia)
In ingegneria delle superfici, l'usura è la perdita progressiva di materiale da una delle due superfici o da entrambe le superfici a contatto e in moto relativo tra di loro.
L'attrito è la causa principale dell'usura, la quale comporta i seguenti effetti:
- alterazione delle dimensioni dei pezzi;
- degradazione delle caratteristiche superficiali.

L'usura è influenzata da diversi fattori, tra i quali:
- la natura dei materiali a contatto;
- le condizioni operative (pressione, temperatura, lubrificazione, ambiente corrosivo, ecc.).

## Tipi di usura
Tra i tipi di usura di tipo meccanico distinguiamo:
- usura per fatica;
- usura per laminazione;
- usura per taglio;
- usura per saldatura;
- usura per abrasione.

## Usura adesiva
L'usura adesiva consiste nella rottura per taglio delle asperità microscopiche di due superfici metalliche in moto relativo di strisciamento tra loro.

Può essere ridotta per mezzo di un lubrificante che impedisca alle superfici di saldarsi, oppure con l'accoppiamento di metalli che abbiano una bassa solubilità allo stato solido, per diminuire la resistenza delle giunzioni adesive, e la maggiore durezza possibile, per resistere alle deformazioni plastiche locali (avviene nelle bronzine).
Un caso particolare di lubrificazione si ha con la ghisa grigia: le lamelle di grafite, sfaldandosi, agiscono da lubrificante. Anche la presenza di ossido può ridurre l'usura.

## Usura abrasiva
Nell'accoppiamento tra due superfici striscianti si possono trovare particelle dure (provenienti da uno dei due corpi o dall'esterno) che, impiantate sul materiale più plastico, incidono quello più duro, che ci sia o non ci sia lubrificante. L'usura avviene per scalfitura, strappamento, macinazione o erosione.
Se non si vuole che un materiale si usuri per abrasione, si deve indurirne la superficie mediante alligazione, trasformazione martensitica, carbocementazione, nitrurazione, incrudimento.

L'usura abrasiva può essere misurata come perdita di massa con il Taber Abrasion Test secondo le norme ISO 9352 o ASTM 1044.
Un semplice modello analitico per il calcolo del volume di materiale asportato per usura, noto come equazione dell'usura, è stato proposto da John F. Archard negli anni quaranta del secolo scorso.

## Usura corrosiva
Si consideri una superficie metallica ossidata; se, tramite contatto strisciante, lo strato di ossido è asportato, si ha sia la sua trasformazione in particelle abrasive, sia la formazione di nuovo ossido sulla superficie fresca.
Un caso particolare è la fretting corrosion: i punti di contatto tra due superfici compresse prima si saldano, poi, sottoposti a spostamenti oscillanti microscopici, si rompono, producendo frammenti che, esposti all'elevata temperatura d'attrito, si trasformano in particelle molto abrasive.

## Usura per fatica
Fenomeno chiamato anche fatica superficiale. Esso è prodotto da sollecitazioni periodiche di contatto hertziano tra superfici che si scambiano forze. Ciò può alla lunga provocare l'insorgenza di cricche sia sulla superficie, sia sotto.
Tali cricche possono essere peggiorate da idrogeno o acqua nel lubrificante o dal lubrificante stesso, quando la sua viscosità gli permette di penetrare nelle cricche (per esempio l'olio minerale a bassa viscosità).
Nel caso di un pezzo cementato in maniera inadeguata, può avvenire la sfogliatura della superficie nel momento in cui più cricche si congiungono.